# Campylotropis
Campylotropis é um género botânico pertencente à família Fabaceae.